# Giacomo Lauri Volpi
Giacomo Lauri Volpi, italijanski operni pevec tenorist, * 11. december 1892, Lanuvio v bližini Rima, Italija, † 17. marec 1979, Burjasot v bližini Valencie, Španija.

## Življenje
Sprva je študiral pravo, opravil je tudi odvetniški izpit. Udeležil se je prve vojne, kjer je napredoval do čina stotnika. Šele nato je začel študirati solopetje (deloma je bil samouk). Zato je sorazmerno pozno tudi debutiral, in sicer 2. septembra 1919 v vlogi Artura v Bellinijevih Puritancih pod psevdonimom Giacomo Rubbini (njegov pevski vzornik je bil Giovanni Battista Rubini).
Nastopal oz. gostoval je v Južni Ameriki, Španiji, New Yorku, Londonu ...
Njegova kariera je bila dolga 40 let. Uradno je zadnjič na odru nastopil v Rimu leta 1959 v vlogi Manrica v Verdijem Trubadurju. 
Pel je še kasneje na raznih prireditvah. Glas je imel še v visoki starosti prožen (ob 80-letnici je zapel arijo Kalafa, pri 82. letih je posnel svojo zadnjo ploščo, leto kasneje je še zapel visoki C, pri 85. je zapel tudi arijo Vojvode iz Rigoletta). 
Vse življenje je nastopal v najpomembnejših tenorskih vlogah, od lirskih do dramskih in junaških.

## Glasbeni primer
tenorska romanca Fernanda iz opere Favoritinja G. Donizettija
1. 1 2 3  Record #120421747 // Gemeinsame Normdatei — 2012—2016.
2. ↑  data.bnf.fr: platforma za odprte podatke — 2011.
3. 1 2  Archivio Storico Ricordi — 1808.
4. ↑  SNAC — 2010.